# Numee
Numee (språkkod KDK enligt ISO 639-3) är ett malajo-polynesiskt språk som talas av 2 180 personer (2009 års folkräkning) i ett område i Nya Kaledonien. Högst 10 personer av befolkningen är läs- och skrivkunniga. En grammatik över språket är under utarbetande (2005).
Trots att språket talas av så få människor kan några olika dialekter urskiljas på vissa öar inom området.

## Alternativa namn på numee
- Duauru
- Kapone
- Kunie
- Kwengyii
- Naa Numee
- Naa-Wee
- Ouen
- Touaouru
- Tuauru
- Uen
- Wen

Numee ska inte förväxlas med ett annat språk, nume (språkkod TGS), som talas av en mycket liten språkgrupp inom ett område av Vanuatu.